# Glossidionophora nigra
Glossidionophora nigra är en tvåvingeart som beskrevs av Jacques-Marie-Frangile Bigot 1885. Glossidionophora nigra ingår i släktet Glossidionophora och familjen parasitflugor. Inga underarter finns listade i Catalogue of Life.